# Ločil bom peno od valov
Ločil bom peno od valov je roman Ferija Lainščka; izšel je leta 2003 pri Študentski založbi.
Roman je zgrajen iz treh novel, uokvirjata pa ga nekakšen uvodnik Juliana Spranskega, sina glavnih junakov Elice in Ivana, in njegovo pričevanje oziroma pojasnilo dogajanja na koncu romana.

## Vsebina
Roman se dogaja med prvo svetovno vojno v Pomurju. Elica Sreš je samska 22-letnica (skoraj 23), ki si v svojem življenju ne želi moškega. Nekega dne je umrla grofična Teodora in navada je, da jo na pogrebu spremlja sprevod devic oblečenih v belo. Elica sprva ni želela iti, toda zaradi nenavadnih sanj je vseeno šla. Tam se je vanjo zagledal 12 let starejši Ivan Spransky, ki jo je tudi del poti spremljal domov in se je z njo tudi zelo zbližal. Obe z materjo, s katero je Elica živela, je obiskoval več nedelj in v tem času se je Elica tudi vanj zaljubila. 
Pred poroko ji je Ivan predstavil delček poslov, s katerimi se je ukvarjal. Uradno je bil nadzornik na Muri, neuradno pa je premoženje kopičil z izkoriščanjem zlatarjev, s tihotapljenjem in s podobnimi dejavnostmi. Elica in Ivan sta se poročila in preselila v veliko hišo v Soboti, kjer sta imela tudi hišno pomočnico Roso. Elica se je počasi privajala na novo okolje, saj je zdaj morala biti gospa, ki bo Ivanu v ponos. Rodil se jima je sin Julian. Mož se je do nje obnašal vedno bolj ukazovalno, odločno, velikokrat se je o skupnih stvareh odločal, ne da bi jo sploh kaj vprašal. Skrivnostna je bila tudi njegova preteklost, saj so ljudje govorili, da je že bil poročen in da je rad zapeljeval dekleta. To se je potrdilo, ko ji je mati povedala, da jo je obiskala beračica. Trdila je, da je poročena z Ivanom, vendar jo je po letu dni zakona zavrgel, ker mu ni mogla roditi otrok. Zdaj ga je iskala že devet let, kot dokaz pa je s sabo nosila poročne čevlje. Ivan je zaradi te grožnje dal zastražiti hišo v Soboti, nesrečno beračico pa so čez čas našli mrtvo. V Soboti je kot kavarniški pianist delal tudi Simon Lenhardt. Ker ga je njegov tast sovražil, je pri županu dosegel, da so ga vpoklicali v vojsko, kar je pomenilo zanesljivo smrt.  Pred odhodom je pripravil v gostilni zadnji koncert, na katerega je lahko prišel kdorkoli. Za gospe prisotnost ni bila primerna, vendar je Elica vseeno šla. Ivan jo je sredi noči nasilno odpeljal domov, od takrat naprej pa je bila zastražena 24 ur na dan.
Stražar pri Spranskih je bil Andi, ki je spal na posestvu. Elica se ga je sprva izogibala, pozneje pa sta se začela zbliževati. Peljal jo je na Muro, pogosto sta šla jezdit na Rakičan in njun odnos je postal vse globlji. To je odkrila gospodinja Rosa, ki je to povedala Ivanu, ta pa je dal Andija aretirati in pretepsti, pri čemer je skoraj umrl. Po okrevanju je Elici poslal sporočilo, da lahko skupaj pobegneta, vendar se bo ta priložnost ponudila samo enkrat. Priložnost se je ponudila pred mašo in Elica je res pobegnila z Andijem, toda sina je pustila, čeprav s težkim srcem, pri Ivanu.